# Torre dei Crivi
La Torre dei Crivi è una torre costiera del Regno di Napoli nel territorio del comune di Maratea, in provincia di Potenza. La torre sorge su uno sperone roccioso nei pressi della frazione Acquafredda.

## Storia
La sua costruzione fu ordinata nel 1566.

## Descrizione
La torre ha una struttura simile alla Torre Caina. La pianta è quadrata, con base troncopiramidale piena. Ogni architrave presenta tre caditoie in controscarpa, eccetto quella esposta al lato nord che ne conta quattro. La volta della torre, oggi quasi completamente conservata, è in pietra e a botte, e presenta un muretto di protezione sul tetto.

## Nella cultura di massa
La strada costiera di Torre dei Crivi è tra le location italiane scelte per il film della saga di James Bond "No Time To Die".